# 郭芝苑
郭芝苑（1921年12月5日—2013年4月12日），台灣苗栗縣苑裡鎮人。台灣音樂作曲家，擁有多元而廣泛的創作類型及風格，包括管弦樂、歌劇、室內樂、協奏曲、鋼琴曲、合唱曲、藝術歌曲等，甚至連兒童歌曲及流行歌曲都有作品產生。郭氏可說是台灣現代民族音樂的先驅，在台灣接觸西洋古典音樂之初，扮演著相當重要的角色，有「台灣現代民族音樂之父」之稱。

## 生平

### 早年經歷
父親郭萬最（1899-1941）曾擔任過一些單位的高層，像是臺北新高銀行（第一銀行的前身）與苑裡農會。郭萬最也購買了不少農地，透過農地收益，累積了不少財富。因著家庭環境優渥，郭芝苑有機會接觸西洋音樂，父親留下的財產也成為郭芝苑日後追求音樂夢想的基礎。這對當時的臺灣人來說，音樂屬於上層階級的娛樂或愛好，並不是謀求生計的技能。
郭芝苑家族的文化涵養深厚，造就他成為音樂家的夢想。父親喜歡音樂，自己會蒐藏留聲機及唱片，並且會在家中播放交響樂，甚至還托人購買小提琴。但郭芝苑手指有缺陷，沒辦法學好小提琴。除了父親，郭芝苑的母系親戚也是一些喜歡音樂的士紳階級與文人，像是外曾祖父陳星郎（1851-1906）是清代秀才，也影響外公陳瑚（1875-1923）成為在地的文人，而四舅陳南垣與其兒子陳弘典是古典音樂的愛好者。因此郭芝苑從小就在人文素養深厚的家庭環境下長大，長期被西洋古典樂薰陶，使他對於音樂產生興趣。

### 學習音樂的經歷與契機
1934年，郭芝苑考進臺南長榮中學，並在學期間接觸到口琴音樂，甚至還參加了學校的口琴隊。在閒暇之餘，郭芝苑會自己練習口琴，並從樂器行購買教本與口琴來自學。1935年，郭芝苑透過轉學考，到日本東京的錦城中學就讀。當時的音樂老師是口琴家福島常雄（Fukushima Tsuneo），得知郭芝苑喜歡口琴音樂，因此邀請他加入學校的口琴隊。在福島常雄的指導下，郭芝苑得到多次的演奏機會，甚至還在1938年獲得東京市口琴獨奏比賽的第三名。日本經歷明治維新後，不僅是在科學、經濟上學習西方，而文化層也受影響，如中小學的音樂課程都涵蓋西方音樂，因此當時郭芝苑能夠接觸到現代的西洋音樂。
在學習音樂的過程中，父親原本反對，他也只能私下努力學習。1941年父親終於同意他學習音樂後，卻突然離世，使得他曾經一度有想過要放棄學習音樂。在親戚的支持下，郭芝苑還是選擇回到日本求助福島常雄，並於1942年考上日本大學藝術學部的音樂作曲科。當時郭芝苑向留學法國的理論作曲家池內有次郎學習理論與作曲。除了池內有次郎與福島常雄之外，郭芝苑也向菅田明朗（Sugawara Meiro）學習作曲理論，而菅田明朗是當時日本的西洋音樂權威。二戰結束後，郭芝苑持續與菅田明朗保持書信往來，也接觸了日本現代民族音樂風格的作品。
1930年代，日本民間興起推動日本民族音樂現代化的組織，像是「現代日本作曲家聯盟」，即融合日本民族傳統音樂與西方音樂兩種風格。而日本政府正在推動日本音樂的現代化。「現代日本作曲家聯盟」的成員包含菅田明朗、伊福部昭（Ifukube Akira）、早坂文雄（Fumio Hayasaka）、台籍前輩作曲家江文也。在求學期間，郭芝苑接觸到現代日本民族音樂，他常去聽「現代日本作曲家聯盟」成員的音樂作品，後來也結識了江文也。1943年的暑假，郭芝苑拜訪江文也的住處，向江文也請教有關作曲的技巧、哲學與人文知識。當時江文也向他展示自己的作品，《孔廟大成樂章》、《白鷺的幻想》等。他們後續也有保持書信往來，直到江文也逝世。在音樂創作的路上，江文也對於郭芝苑的影響很深，並且曾多次在公開場合表示自己對於江文也的景仰。

### 戰爭中的生活
由於戰爭的緣故，日本國內開始禁止英、美音樂的演出，郭芝苑的學習資源與時間也因為戰爭動員而被壓縮，幾乎是「自學」的狀態。1944年，為了能躲過被徵召的命運，郭芝苑選擇退學，與同鄉的朋友先到神戶等待回臺灣的船，後來輾轉來到九州熊本市居住一年。1945年，郭芝苑前往山形市投靠好友黃煥耀。在戰爭期間，郭芝苑的生活受到影響，家裡沒辦法資助他在日本的生活。因此郭芝苑曾經在軍事工廠與木炭事務所工作，後來則在日本興行協會的東京藝團工作，演奏他最擅長的口琴。
1945年8月15日日本投降後，郭芝苑回到熊本市和朋友相聚。1946年10月，郭芝苑選擇回臺灣，並且從九州的港口出發到臺灣基隆港。回到臺灣後，郭芝苑原本對於國民政府充滿期待，但卻看到一群穿著草鞋的中國軍隊，而感到失望。晚年回憶起剛回到台灣的往事，郭芝苑認為當時受日本教育的自己，將來的路應該很坎坷。

### 戰後回到臺灣
1949年回台初期，郭芝苑曾經擔任過省立新竹師範學校的老師，但執教一年後便離職。郭芝苑自認不適合擔任老師的角色，同時也無法用流利國語進行教學，因此選擇辭職。但在1954年與1956年期間，郭芝苑在苑裡國中與竹南國中擔任音樂科講師與課外活動口琴組指導員。在沒有擔任教職期間，郭芝苑都會協助母親處理佃農的租約，以及處理農田的事務。
二戰後，臺灣各行各業百廢待興，包含文化、藝術相關的行業。當時的臺灣缺乏良好的音樂環境，像是缺乏樂譜、音樂書籍、交響樂隊、音樂會、唱片等，對於作曲專業的郭芝苑來說，當下的音樂環境沒辦法讓他維持生計，或展現長才。1945年，臺灣第一個公立交響樂團成立，該樂團後來隸屬於臺灣省警備總司令部，因此更名為「臺灣省警備總司令部交響樂團」（是「國立臺灣交響樂團」的前身）。每當臺北有音樂會時，郭芝苑常與表哥戴逢祈一同前往聽音樂會。臺灣省警備總司令部交響樂團的成立也鼓舞了郭芝苑，使他努力研究古典音樂，甚至還購買鋼琴來創作。
郭芝苑透過表哥戴逢祈的關係，常向前輩音樂家陳泗治與呂泉生請教，包含自己的口琴與其他音樂作品。與此同時，郭芝苑也因為結識陳泗治與呂泉生的關係，得到一些口琴的表演機會。陳泗治在擔任士林教會傳教士的時候，邀請郭芝苑到教會演奏口琴。呂泉生推薦郭芝苑參加1946年5月5日由臺灣廣播電台舉辦的「XUPA音樂廣播大會」，並且當任口琴獨奏，此音樂會是郭芝苑戰後第一場音樂會。呂泉生也會定期安排郭芝苑到中國廣播公司演出，後來中國廣播公司也將郭芝苑的口琴獨奏錄製進《小夜曲》與《小步舞曲》唱片中。
除了定期的口琴演出，郭芝苑也與表哥戴逢祈、舅舅陳南圖等人一同成立「TSU樂團」，並召集一些樂手加入。郭芝苑在樂團中擔任小提琴手，同時也負責編曲與寫譜的工作。「TSU樂團」是當時苗栗地區的第一個西式樂團，時常到桃園、苗栗各地區進行巡迴演出。他們所演奏的音樂得到許多迴響，同時也累積了一些演出資金，郭芝苑都會把這些資金的餘額捐給學校。除了「TSU樂團」，郭芝苑參加了「新竹輕音樂」，同時也組織了「新竹苑裡口琴隊」。在此期間，郭芝苑的口琴演奏很有名，常參加了多場的音樂會演出。例如他受邀參加1954年的「慶祝音樂節音樂演奏會」，並且用口琴演奏《土耳其進行曲》。儘管如此，郭芝苑的音樂才能不僅是口琴音樂演奏，也包含音樂作詞作曲。

### 音樂創作之路
1950年可說是郭芝苑音樂作曲生涯的開始。郭芝苑後續所創作的作品包含合唱曲、交響樂、鋼琴曲、電影配樂、廣告歌與流行歌。同年郭芝苑參加了第三屆全省音樂比賽大會作曲組的競賽，並且獲得第二名。1951年，郭芝苑再次參加第四屆的比賽，也獲得獎項，其作品包含合唱曲《春去曲》與鋼琴曲《海頓變奏曲》。這活動的主辦單位為臺灣省文化協進會。1953年，他將自己創作的藝術歌曲《紅薔薇》與《楓橋夜泊》投稿到「新選歌謠」月刊。《紅薔薇》後續有被編入音樂教材，而《楓橋夜泊》則有在中廣電台播放。
1966年4月，郭芝苑為了提升自身對於音樂理論的理解與作曲能力，決定再度到日本留學，並用一年時間準備考試。1967年，郭芝苑在老師池內有次郎的幫助下，成為東京藝術大學音樂系作曲科研究生。為了提升音樂理論的理解，郭芝苑也修習一般音樂系的基礎課程，像是和聲課，其老師是矢代秋雄。郭芝苑拜訪了當時知名的音樂家，包含團伊玖磨、齊藤一郎與佐藤勝等人，並與這些音樂家交流音樂創作的歷程。在學期間，郭芝苑為了補貼生活費，而向NHK電視台投稿自己創作的歌曲，如具日本民謠風格的《港都之女》。
1969年4月，郭芝苑學有所成，並返回臺灣。同年12月，郭芝苑到臺灣電視公司擔任作曲人員與音樂顧問，並為該公司的節目進行編曲與創作，如「兒童世界節目」中的《小鳥》、《快樂時光》等。1970年代，郭芝苑透過電視台的工作，接觸到流行音樂的唱片公司與音樂人，因此他的創作開始跨足流行音樂領域，如鳳飛飛所演唱的《初見的一日》與《心內事無人知》旋律。在此之後，郭芝苑鮮少創作流行音樂的曲子。
除了藝術歌曲與流行音樂，郭芝苑也創作鋼琴獨奏曲與交響樂曲，他運用了西方音樂方法來呈現臺灣民族特色。他第一首創作的交響樂是1955年5月的《臺灣土風交響變奏曲》，同年7月在臺灣省立交響樂團的音樂會中演奏。1957年，郭芝苑創作了狂想曲《原住民的幻想》，原本為鋼琴獨奏，後來才改編成交響樂的協奏曲。1960年至1965年間，郭芝苑發表了《臺灣旋律二樂章》與《鋼琴奏鳴曲》。1973年史惟亮他邀請擔任臺灣省立交響樂團研究部主任。在這過程中，他創作了《三首臺灣民間音樂》、《小協奏曲─為鋼琴與絃樂隊》、《為小號與鋼琴的三個樂章》、《三首交響曲練習曲─由湖北民謠而來》、《唐山過臺灣》等交響樂曲，以及歌劇《牛郎織女》與《許仙與白娘娘》。1987年，郭芝苑從臺灣省立交響樂團退休後，仍然持續創作。

### 晚年
1993年，他獲得第十六屆的「吳三連文藝獎」，1994年因《天人師─釋迦傳上、下集》作品獲得第十九屆國家文藝獎。21世紀初，儘管郭芝苑已經進入80歲的年紀，他仍然持續創作，如台語歌曲《寒蟬》、《淡水河畔》、《阮若打開心內的門窗》等。2001年，靜宜大學頒給郭芝苑榮譽博士學位。2005年，郭芝苑獲得行政院文化獎。2008年5月，郭芝苑榮獲「二等景星勳章」。2013年，郭芝苑逝世。

## 家庭生活
1947年，郭芝苑與湯秀珠（1924-1995）結婚，後來也育有五子一女。妻子協助郭芝苑打理家庭事務，以及照顧子女，使郭芝苑能專注於音樂創作的事業上。

## 主要作品一覽

### 歌劇
- 青少年歌劇《牛郎織女》
- 輕歌劇《許仙與白娘娘》，1984年

### 管弦樂
- 《交響變奏曲─臺灣土風為主題》，1955年[14]

- 《狂想曲「原住民的幻想」─為鋼琴與管絃樂》
- 《臺灣旋律二樂章》
- 《民俗組曲（回憶）》
- 《大合唱與管弦樂─偉人的誕生》
- 《大進行曲─大台北》
- 《小協奏曲─為鋼琴與絃樂隊》1974年發表
  - 1973年完成，於1974年10月由當時的省立交響樂團發表於台中中興堂，指揮是李泰祥
- 《三首臺灣民間音樂》【〈劍舞〉、〈南管〉、〈鬧廳〉】
- 《民歌與採茶舞》
- 《三首交響曲練習曲─由湖北民謠而來》
- 《交響曲A調─唐山過臺灣》
- 《天人師─釋迦傳上、下集》管弦樂組曲
- 《臺灣吉慶序曲》
- 《臺灣頌》

### 室內樂
- 《豎笛與鋼琴小奏鳴曲》
- 《為小號與鋼琴的三個樂章》

### 藝術歌曲
- 《涼州詞》
- 《紅薔薇》
- 《楓橋夜泊》
- 《前進！臺灣人》
- …等等數十首

### 校歌
- 國立苑裡高級中學
- 苗栗縣立苑裡高級中學
- 新竹縣立新埔國民中學
- 苗栗縣苑裡鎮國民小學

### 流行歌
- 《心內事無人知》由鳳飛飛演唱
- 《初見的一日》由鳳飛飛演唱
- 《歹命子》由劉福助演唱

## 相關詞條
- 古典音樂作曲家列表
- 台灣日治時期重要的台語流行音樂人（包含作詞人、作曲人、歌手），有：蘇桐、江中清、陳秋霖、陳水柳、陳達儒、鄧雨賢、王雲峰、姚讚福、林氏好（女歌手）、純純（女歌手）、愛愛（女歌手）、葉俊麟、陳君玉、許丙丁、呂泉生、吳成家、林清月、李臨秋、吳晉淮、楊三郎、周添旺、那卡諾、郭芝苑、許石

## 外部連結
- 郭芝苑 - 臺灣音樂群像資料庫 - 國立傳統藝術中心 （页面存档备份，存于）
- 郭芝苑 - 文化部國家文化資料庫
- 郭芝苑創作音樂| 臺灣戲曲中心（The Xiqu Center of Taiwan）[永久]

### 閱讀
- 顏綠芬，http://www.tisanet.org/quarterly/7-3-3.pdf （页面存档备份，存于）pdf格式，2011，臺灣國際研究季刊。http://www.airitilibrary.com/Publication/alDetailedMesh?DocID=18162622-201109-201206200012-201206200012-69-90 （页面存档备份，存于）。論文及評論 （页面存档备份，存于）(線上影音)
- 郭芝苑，〈我寫台語愛國歌曲〉，民國91年7月22日，自由廣場。